# Stapkočašci
Entoprocta (grčki entos unutra + proktos anus) je koljeno malih vodenih životinja čija veličina se kreće od 0,5 do 5,0 mm i, kao što im i ime kaže, od ostalih lophotrochozoa, naročito mahovnjaka kojima su na prvi pogled vrlo slični, razlikuju se mjestom anusa koji se kod ovih životinja nalazi unutar vijenca lovki koje im služe za hvatanje hranjivih djelića. Drugo ime im je kamptozoa.
Entoprokti su filtratori čije lovke luče ljepljivi sekret za hvatanje hrane koju zatim prosljeđuju u usta. Većina vrsta živi samostalno i sjedilački na spužvama i drugim živim bićima, držeći se stopalom za domaćina. Pri tome su komenzalni, ne čineći štetu svom "domaćinu". No, oko jedne trećine vrsta tvore kolonije od više jedinki povezanih međusobno.
Razmnožavaju se i spolno i bespolno, različito od reda do reda. Dok su Pedicellinidae uvijek simultano dvospolci, dakle imaju trajno kako muške tako i ženske spolne organe, Loxosomatidae su protandrični dvospolci, kod njih se prvo razvijaju muški, a kasnije ženski spolni organi.
Barentsiidae su odvojenih spolova, i u koloniji se pojavljuju oba spola. Pri tome, prvo se razviju muške jedinke, dok je razvoj ženskih jedinki uvjetovanjem postojanjem potpuno razvijenih muških jedinki u koloniji.

## Unutrašnja sistematika
Porodica Barentsiidae
- Rod Barentsia
- Rod Pedicellinopsis
- Rod Pseudopedicellina
- Rod Coriella
- Rod Urnatella

Porodica Loxokalypodidae
- Rod Loxokalypus

Porodica Loxosomatidae
- Rod Loxosoma
- Rod Loxosomella
- Rod Loxomitra
- Rod Loxosomespilon
- Rod Loxocore

Porodica Pedicellinidae
- Rod Pedicellina
- Rod Myosoma
- Rod Chitaspis
- Rod Loxosomatoides

## Vanjske poveznice
- Animal Diversity Net (sa slikama)
- Earthlife.net
- Checklist of recent Entoprocta  Arhivirana inačica izvorne stranice od 11. kolovoza 2007. (Wayback Machine) (en.)